# Brasse Brännström
Lars Erik ("Brasse") Brännström (Estocolmo, 27 de febrero de 1945 - Estocolmo, 29 de agosto de 2014) fue un actor sueco. Brännström fue famoso en televisión con Magnus Härenstam y Lasse Hallström, en 1970 sus programa primero Oj är det redan fredag fue producido.

## Filmografía escogida
- 1973 - Fem myror är fler än fyra elefanter (TV)
- 1973 - Pappas pojkar (TV)
- 1975 - En kille och en tjej
- 1977 - Skyll inte på mig! (TV)
- 1980 - Magnus och Brasse Show (TV)
- 1983 - Två killar och en tjej
- 1984 - Sköna juveler
- 2000 - Den bästa sommaren
- 2002 - Dieselråttor & sjömansmöss (TV ("Julkalendern"))
- 2005 - Äideistä parhain
- 2009 - Kenny Begins

## Premios y distinciones
Premios Óscar
| Año  | Categoría                   | Película              | Resultado |
| ---- | --------------------------- | --------------------- | --------- |
| 1988 | Mejor guion basado adaptado | Mi vida como un perro | Nominado  |